# Football féminin en Irlande du Nord
Le football féminin en Irlande du Nord est organisé par la NIWFA, la Northern Ireland Women's Football Association (en) qui est affiliée à la fédération d'Irlande du Nord de football. Elle existe depuis 1977.
La compétition s’organise autour de deux épreuves, le championnat et la Coupe.

## Le championnat
L'Irlande du Nord a un championnat national composé de 6 divisions : Premier (8 équipes) puis Championship (8 équipes) et Division 1, Division 2, Division 3, Division 4. En tout, 44 équipes.
Le championnat est un championnat d'été sur le modèle des pays scandinaves et se déroule entre mai et août. Le club champion de Premier représente l'Irlande du Nord en Ligue des Champions.

## La Coupe
La Coca Cola Women's Cup est une compétition dont la finale se dispute en septembre. Pour arriver à ce stade, les clubs doivent passer trois tours puis les quarts de finale et les demi-finales. Toutes les rencontres se déroulent en une seule manche.

## L'équipe nationale
La fédération nord-irlandaise présente une équipe nationale dans toutes les catégories depuis les cadettes jusqu’aux seniors. 
En juillet 2022, l'équipe nationale féminine participe pour la première fois de son histoire à une phase finale d'un compétition internationale, le Championnat d'Europe féminin de football 2022.